# Bernhard Hembes
Franz Bernhard Hembes (* 20. November 1818 in Ober-Olm; † 23. November 1892 in Mainz) war Ölmüller und Politiker.

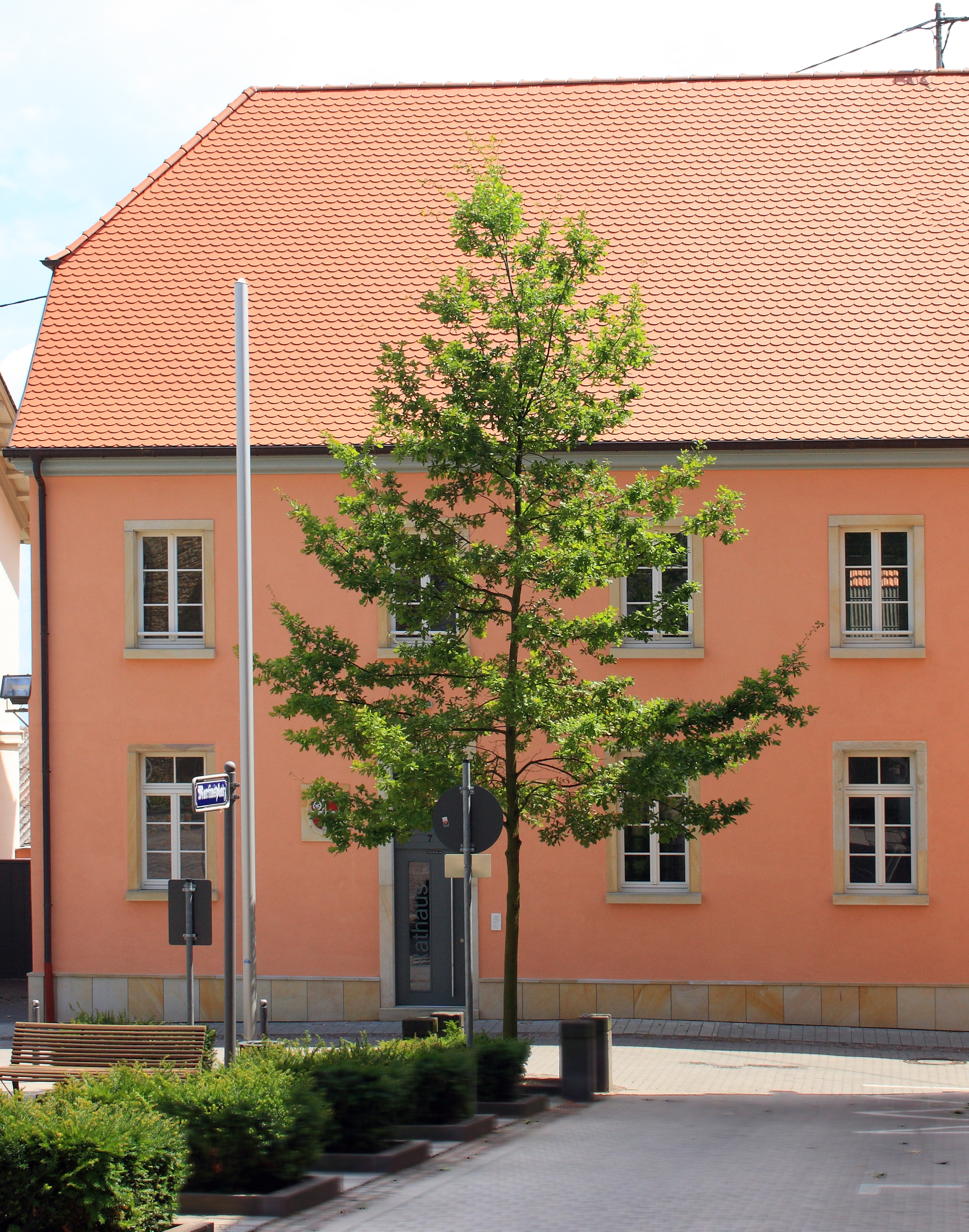
Ober-Olmer Rathaus im Jahr 1550 erbaut.

Bernhard Hembes war der Sohn des Gutsbesitzers Bernhard Hembes, der 1827 bis 1835 Bürgermeister von Ober-Olm war, und dessen Frau Margaretha geborene Schmitt. Bernhard Hembes, der katholischer Konfession war, heiratete Maria Anna, die Tochter von Josef Brunk.
Bernhard Hembes lebte als Ölmüller in Ober-Olm. 
In der 21. Wahlperiode (1872–1875) war er Abgeordneter der zweiten Kammer der Landstände des Großherzogtums Hessen. In den Landständen vertrat er den Wahlbezirk Rheinhessen 8/Ober-Olm. In der Kammer vertrat er liberal/konservative Positionen.